# Tour Femení de Colòmbia
El Tour Femení de Colòmbia és una competició ciclista per etapes de categoria femenina que es disputa a Colòmbia. Creada al 2005 es disputa juntament amb la prova masculina de la Volta del Porvenir de Colòmbia.

## Palmarès
| Any  | Vencedora         | Segona                 | Tercera           |
| ---- | ----------------- | ---------------------- | ----------------- |
| 2005 | Sandra Gómez      | Laura Lozano           | Magdally Trujillo |
| 2006 | Marcela Alfonso   | Mónica Méndez          | Rocio Bernal      |
| 2007 | Paola Madriñán    | Elizabeth Agudelo      | Flor Delgadillo   |
| 2008 | Paola Madriñán    | Luz Adriana Tovar      | Marcela Alfonso   |
| 2009 | Paola Madriñán    | Natalia Muñoz          | Luz Adriana Tovar |
| 2010 | Sérika Gulumá     | Luz Adriana Tovar      | Natalia Muñoz     |
| 2011 | Sérika Gulumá     | Luz Adriana Tovar      | Liliana Moreno    |
| 2012 | Liliana Moreno    | Ana Sanabria           | Sérika Gulumá     |
| 2013 | Liliana Moreno    | Rocio Parrado          | Ana Milena Fagua  |
| 2014 | Ana Sanabria      | Luisa Fernanda Naranjo | Leidy Muñoz       |
| 2015 | Ana Sanabria      | Laura Lozano           | Sérika Gulumá     |
| 2016 | Ana Sanabria      | Lorena Colmenares      | Lilibeth Chacón   |
| 2017 | Ana Sanabria      | Lilibeth Chacón        | Jéssica Parra     |
| 2018 | Estefanía Herrera | Lorena Colmenares      | Vanesa Martínez   |
| 2019 | Aranza Villalón   | Camila Valbuena        | Liliana Moreno    |
| 2020 | Lina Hernández    | Lorena Colmenares      | Aranza Villalón   |
| 2021 | Jessenia Meneses  | Ana Milena Fagua       | Ana Sanabria      |